# 腥風怒吼
《腥風怒吼》（英語：Candyman）是一部1992年的美國哥特式超自然恐怖片，由伯納德·羅斯編劇和導演，维吉妮娅·马德森、托尼·托德、山德·貝克利、卡茜·萊蒙斯和瓦妮薩·E·威廉姆斯主演。該片根據克里夫·巴克的短篇小說《禁忌》改編，講述了一位芝加哥研究生撰写關於都市傳說和民俗的論文时，对“糖果人”的傳說产生了兴趣，他是一个黑人画家、奴隶之子的鬼魂，他在19世紀末因與一位富有的白人的女兒發生關係而被杀害。
這部電影是在羅斯和巴克偶然相遇後诞生的，当时巴克刚刚完成了他自己改編的1990年电影《夜行駭傳》。羅斯對巴克的故事《The Forbidden》表示了興趣，巴克同意許可版權。巴克的故事圍繞著當代利物浦的英國階級制度的主題展開，而羅斯選擇將故事改編為卡布里尼-格林在芝加哥的公共住房開發項目，專注於美國市中心的種族和社會階層主題。
《腥風怒吼》於1992年10月16日由三星影业和寶麗金影視娛樂在影院上映。這部電影獲得了普遍正面的評價，在美國的票房收入超過2500萬美元，在美國的一些評論界也被視為當代恐怖電影的經典之作。隨後有兩部續集，1995年《腥風怒吼2》和1999年《腥風怒吼3》。另有一部同名续集於2021年8月27日上映。

## 剧情
海伦·莱尔是伊利諾大學芝加哥分校的一名符號學研究生。在研究城市传说时，她了解到糖果人这个鬼魂，只要有人在镜子前说了五次他的名字就会被杀死。她了解到最近发生在卡布里尼-格林家園公共住房项目的一起谋杀案，以及其他二十多起被当地人归咎于糖果人的谋杀案。海伦和朋友贝尔纳黛特·沃尔什对着海伦的浴室镜子重复糖果人的名字，但毫无效果。
海伦和贝尔纳黛特一起撰写论文，研究卡布里尼-格林的居民如何利用糖果人的传说来应对困难和不平等。她和贝尔纳黛特实地造访了最近一次谋杀案的现场。在那里，海伦发现了一个房间，里面有留给糖果人的供品。之后，他们采访了受害者的邻居安妮-玛丽·麦科伊，她是一位单身母亲，独自抚养幼子安东尼。海伦和丈夫特雷弗后来与一位研究“糖果人”传说的专家共进晚餐。他解释说，“糖果人”真名丹尼尔·罗比塔耶，是个出生于19世纪末的非裔美国人，奴隶的儿子，长大后成为了著名画家。在他爱上一个白人女子并使其怀孕后，她的父亲派人对他实施私刑。众人锯掉了他的右手，把从養蜂場偷来的蜂蜜涂在他身上，引来蜜蜂把他蜇死。他的尸体被扔进火堆烧掉，卡布里尼-格林住宅就是建成在这个火堆所在的地方。
当海伦回到卡布里尼-格林时，一个名叫杰克的小男孩告诉她一个事件，有个发育不良的男孩在公共廁所里被糖果人暴力閹割了。她去那里调查，一个自称糖果人的人用钩子打她。她向警察指出了攻击她的人，警察认出他是当地帮派的头目，因此被指控犯有之前那些归咎于糖果人的谋杀罪。真正的糖果人在一个停车场出现在海伦面前，对她进行催眠。他解释说，由于她对他的传说不信任，他必须借助无辜人的血来延续这个传说。海伦昏倒在安妮-玛丽的公寓里，浑身是血，发现安妮-玛丽的宠物罗威纳犬被斩首，她的儿子安东尼失踪。警察赶到逮捕了海伦。
特雷弗将她保释出狱后，海伦在一张她在卡布里尼-格林拍摄的照片中发现了糖果人。他闯入海伦的公寓，割断了她的脖子，导致她流血不止，昏了过去。贝尔纳黛特来到海伦的公寓，当海伦醒来时，她看到糖果人已经杀害了贝尔纳黛特。海伦被指控犯有此罪，送入精神病院。在为一个月后的审判做准备而接受采访时，海伦试图通过召唤糖果人来证明自己的清白，糖果人果真出现，杀死她的心理医生。糖果人随后将海伦从束缚中解救出来，使她得以逃脱。
海伦回到公寓，发现特雷弗现在和他的学生斯泰茜住在一起。海伦与他对峙，然后逃到卡布里尼-格林去救安东尼。当她发现糖果人的巢穴时，他告诉海伦，她只有向他投降才能确保安东尼的安全。糖果人说要给海伦不朽之身，解开他的外套，露出了被蜜蜂包围的肋骨。当他亲吻她时，蜜蜂从他的嘴里涌出，流向她的喉咙。他和安东尼一起消失了，海伦醒来后发现了一幅糖果人和他的情人的壁画，和她有着惊人的相似之处。
糖果人承诺，如果海伦帮助他让卡布里尼-格林的居民感到恐惧，就会释放安东尼。为了延续他的传说，糖果人背弃了承诺，想要将海伦和安东尼都烧死在火堆里。但是火焰摧毁了糖果人，而海伦则在拯救安东尼后死去。居民们在安妮-玛丽和杰克的带领下，在海伦的葬礼上表达了他们的敬意。在家里，悲痛欲绝、深感内疚的特雷弗对着镜子说了五次海伦的名字，海伦复仇的鬼魂出现，杀死了他。在糖果人的巢穴中出现了一幅新的壁画，画中的海伦身穿白衣，头发火红。